# Poropuntius daliensis
Poropuntius daliensis és una espècie de peix cipriniforme de la família dels ciprínids.